# Озола, Зента Юльевна
Зе́нта О́зола (латыш. Zenta Ozola, 2 декабря 1923, Рига — 9 декабря 1942, Старорусский район) — гвардии старшина, санинструктор 201-й (43-й) Латышской стрелковой дивизии, кавалер ордена Красной звезды, героически погибла в боях в районе Демянского котла, Новгородская область. Похоронена на Братском кладбище в Риге.

## Известные факты
Зента Озола родилась в Риге 2 декабря 1923 года и окончила среднюю школу в районе Агенскалнских Сосен (позже средняя школа № 5, ныне Рижская немецкая гимназия).
Выпуск из школы состоялся в июне 1941 года, а 22 июня началась война. Зента эвакуировалась из Риги в тыл, где добровольцем вступила в 201-ю Латышскую стрелковую дивизию.
Хрупкую девушку сначала направили в дивизионную газету, однако она упорно стремилась стать санитаркой и даже на журналистские задания брала с собой санитарную сумку с перевязочными материалами. И в конце концов добилась перевода в санчасть.
Вскоре она стала санинструктором — младшим командиром, который организует медицинскую помощь на поле боя и эвакуацию раненых в полевой госпиталь, руководя другими санитарами. Зента Озола стала старшиной и санинструктором в 18 лет. Член ВЛКСМ.
На фронте летом 1942 года она встретила свою любовь — Петериса Симаниса. Как вспоминает однополчанин Зенты Альберт Мартынович Паже, весь полк любовался на нежные отношения худенькой, изящной, улыбчивой Зенты и здоровенного, крепкого Петериса.
После гибели Зенты в декабре 1942 года под Старой Руссой Петерис пережил её ненадолго — он тоже пал в бою за родину.

## Подвиг
Приказ № 0555 командира 43-й Гвардейской латышской стрелковой дивизии о награждении Зенты Озолы орденом Красной Звезды был подписан на следующий день после того, как она была убита осколком снаряда в изматывающих боях в районе Демянска, где дивизия сдерживала 100-тысячную группировку немецких войск, попавшую в окружение.
Награждена она была за подвиг, совершенный 12 августа 1942 года, когда девушка вынесла с поля боя 32 бойцов с оружием, а также собирала боеприпасы для сражающихся однополчан.
«Во время боев под деревней Туганово и Голубово санитарка Озолс отличилась необычайной отвагой и самоотверженностью, — пишется в наградном листе. — Будучи санинструктором миномётного батальона, тов. Озолс, когда миномётчики были приданы стрелковым ротам, не осталась на перевязочном пункте при командном пункте батальона, а добровольно направилась на поле боя. Из роты в роту ходила тов. Озолс и всюду оказывала помощь. Во время наступления она не только вытаскивала и перевязывала раненых, но и набивала пулемётные диски, собирала патроны и гранаты и под ураганным пулемётным и миномётным огнем противника доставляла бойцам.
За один только день 12 августа она перевязала и вынесла с поля боя 32 бойца и командира, собрала и доставила на себе 2500 винтовочных патронов и 120 гранат».

## Память
После войны прах Зенты Озолы был перезахоронен на Братском кладбище в Риге. Её именем была названа школа, в которой она училась.
В 1973 году было спущено на воду рефрижераторное судно Латвийского морского пароходства «Зента Озола». На нём был оборудован красный уголок в память о гвардии старшине, героически погибшей на фронте в 19 лет.
Историю жизни Зенты сохранила профессор Латвийского университета, историк Вита Зелча.